# Poloponny
Poloponnyn är ingen egen hästras utan en speciell typ av häst framavlad specifikt för att spela hästpolo. Den kallas även ponny fast det egentligen är en häst på grund av att engelsmännen 1899 satte en höjdgräns som var under högsta tillåtna mankhöjd för ponnyn, 147 cm. Poloponnyer i olika format har egentligen avlats fram lika länge som spelet existerat men det som idag betecknas poloponny är en fixerad typ av häst som avlas med störst framgång i Argentina, men även i England, USA och Indien. Poloponnyn är snabb, vändbar och har ett kort och snabbt steg som är mycket viktigt inom hästpolo. 

## Historia
Polospelet har funnits sedan 525 f.Kr då det uppfanns i Persien. Det spred sig vidare runt om i Asien av muslimska nomader och introducerades sedan till resten av världen av engelsmännen som lärt sig spelet i Indien under kolonitiden. 1859 bildades Silcharklubben, världens äldsta poloklubb, i England.  
I England korsade man de inhemska brittiska ponnyerna med olika fullblodshästar för att få fram sin version av poloponny medan araberna använde sin egen ras, det ädla arabiska fullblodet. I Indien använde man sig främst av den inhemska Manipuriponnyn. I Argentina fick man dock bäst resultat med engelska fullblod, som introducerades samtidigt som polospelet till Argentina med engelsmännen. De engelska fullbloden korsades med Argentinas egen ras, Criollo. Dessa avkommor korsades sedan med ännu mer engelska fullblod för snabbhet och den amerikanska Quarterhästen för att få fram snabba vändningar och intelligens. Även arabiska fullblod ingår ofta i poloponnyerna då de är uthålliga och ger en lite mindre och ädlare typ. 
I England finns dokumentationer om avel av poloponnyer sedan 1893 och redan 1899 fanns över 700 registrerade poloponnyer i den engelska föreningen för typen. Föreningen bytte namn år 1903 till "Polo Pony and Riding Pony Stud" men delades redan 1913 till två olika föreningar. Den ena föreningen, National Pony Society satsade på utvecklingen av rena ridponnyer medan den andra föreningen fortsatte med utvecklingen av poloponnyn. Engelsmännen som hade tagit polon till sig ville ha lite kontroll över poloponnyn och satte en höjdgräns på 147 cm vilket gjorde rasen till en ponny men 1916 fick amerikanerna denna regel upphävd och mankhöjderna som bestämdes var för stor häst. 
Idag har poloponnyn en hög rasstandard att leva upp till och typen är nästan mer fixerad än de flesta av dagens moderna hästraser. Den största aveln finns i Argentina men även England, USA och Indien har stor uppfödning av poloponnyer. I England räknas det engelska fullblodet Rosewater som stamfader till poloponnyerna i landet, medan man i USA oftast använder sig av Quarterhästar i aveln, då dessa är snabba i vändningarna och är modiga och dessa korsas med engelska fullblod.  

## Egenskaper

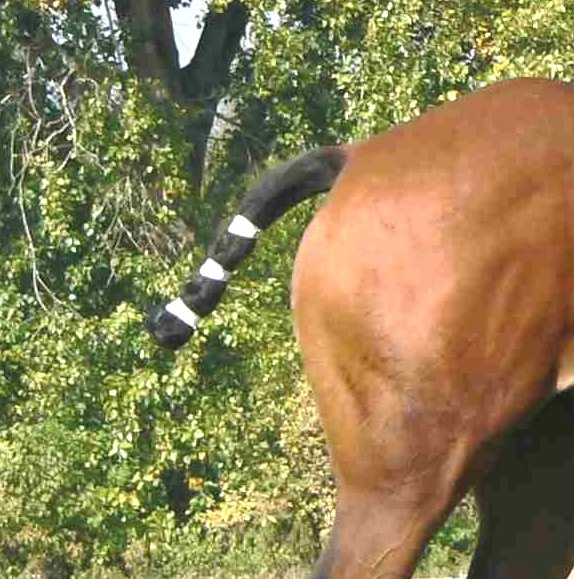
Poloponnyns svans kapas ofta kort eller tejpas upp för att undvika att klubban fastnar i taglet.

Poloponnyn är en lätt, vändbar och smidig häst som har ett ganska kort steg. Hos alla andra hästraser önskas långa, låga steg men det är lättare att träffa bollen om hästen har ett kort och snabbt steg. Manen stubbas eller rakas av helt och svansen klipps eller binds upp för att inte vara i vägen och riskera fastna i klubbor som svingar. Huvudet är smalt på en smal och elegant hals. 
Benen är viktiga hos typen, och de måste vara starka och tåla slag som kan uppstå i spelet, även om hästarna har skydd på benen. Skenbenen är ibland något korta men poloponnyer har överlag mycket bra benstomme. Hovarna är hårda för att klara påfrestningen. Bakbenen är näst intill helt raka på denna ras som är väldigt orädd och smidig. Skankerna är muskulösa. Poloponnyer är mycket smidiga och sega. 